# أنتوني ستوكس
أنتوني ستوكس (بالإنجليزية: Anthony Stokes) وهو لاعب كرة قدم أيرلندي في مركز الهجوم ولد في يوم 25 يوليو 1988 في مدينة دبلن في جمهورية أيرلندا، يلعب حالياً مع نادي تراکتورسازی في ایران وسبق له اللعب مع نادي هيبرنيان وكريستال بالاس وشيفيلد يونايتد ونادي سندرلاند ونادي فالكيرك ونادي آرسنال ولعب مع منتخب جمهورية أيرلندا لكرة القدم ويبلغ طوله 180 سم.

## روابط خارجية
- أنتوني ستوكس على موقع الاتحاد الأوربي (الإنجليزية)
- أنتوني ستوكس على موقع اتحاد تركيا (لاعب) (الإنجليزية)
- أنتوني ستوكس على موقع قاعدة بيانات كرة القدم.إي يو (الإنجليزية)
- أنتوني ستوكس على موقع ناشيونال فوتبول تيمز (الإنجليزية)
- أنتوني ستوكس على موقع Soccerbase.com (لاعب) (الإنجليزية)
- أنتوني ستوكس على موقع Soccerway.com (الإنجليزية)
- أنتوني ستوكس على موقع عالم كرة القدم.نت (الإنجليزية)
- أنتوني ستوكس على موقع AS.com (الإسبانية)